# Körösszegapáti
Körösszegapáti es un pueblo ubicado en el distrito de Berettyóújfalu, en el condado de Hajdú-Bihar, Hungría.

## Superficie
Posee una superficie de 45,85 kilómetros cuadrados.

## Demografía
Hasta 2019 la población era de 966 habitantes, con una densidad de población de 21,07 habitantes por kilómetro cuadrado.